# Nintendo Classic Mini: Super Nintendo Entertainment System
La Nintendo Classic Mini: Super Nintendo Entertainment System, anomenada Super Nintendo Entertainment System: Super NES Classic Edition a l'Amèrica del Nord i Nintendo Classic Mini: Super Famicom al Japó, és una rèplica en miniatura de la consola Super Nintendo Entertainment System (SNES), que va sortir a la venda a finals de l'any 2017. La seva arquitectura es basa en l'emulació de emulació de maquinari, amb una biblioteca permanent de 21 jocs, inclosos alguns de tercers no desenvolupats per Nintendo, amb opció de desar estats save states en tots ells.
Com la seva predecessora la Nintendo Classic Mini: Nintendo Entertainment System, el sistema compta amb sortida de pantalla HDMI amb qualitat 720p i un controlador rèplica a escala de la versió original que també pot connectar-se al port del Wii Remote per al seu ús amb jocs de la consola virtual de la Wii i la Wii U. En cada regió, es van destribuir en versions diferents segons la variació de SNES rebuda en el seu moment.
Com la seva predecessora, també fou criticada pels seus problemes de manca d'estoc, en tractar-lo com un producte limitat, que va durar un any a les botigues. Així i tot, va vendre 5,28 milions d'unitats arreu del món.

## Llista de jocs
Independentment del model/regió, la consola inclou 21 jocs integrats en totes les regions. Solament 16 títols són comuns entre les regions, mentre que els cinc títols restants són exclusius al Japó o la regió d'Amèrica del Nord/PAL respectivament.
Un dels jocs comuns és Star Fox 2, una seqüela per a Star Fox (Starwing en la seva versió PAL original) que va ser cancel·lada pràcticament al final del seu desenvolupament l'any 1996. Star Fox 2 es pot desbloquejar en completar el primer nivell de Star Fox.
Independentment de la versió, s'inclouen les versions americanes de tots els jocs, ignorant el títol que en el seu dia van rebre a la regió PAL (com Starwing o Kirby's Fun Pak) o no van rebre perquè no van sortir-hi en el seu moment (Super Mario RPG: Legend of the Seven Stars, Final Fantasy VI i EarthBound).
Els següents títols són comuns entre regions:
- Contra III: The Alien Wars
- Donkey Kong Country
- F-Zero
- Final Fantasy VI
- Kirby Super Star
- The Legend of Zelda: A Link to the Past
- Mega Man X
- Secret of Man
- Star Fox
- Star Fox 2
- Super Ghouls 'n Ghosts
- Super Mario Kart
- Super Mario RPG: Legend of the Seven Stars
- Super Mario World
- Super Metroid
- Yoshi's Island

### Títols exclusius per a la versió d'Amèrica del Nord i la regió PAL
- EarthBound
- Kirby's Dream Course
- Street Fighter II Turbo: Hyper Fighting
- Super Castlevania IV
- Super Punch-Out!!

### Títols exclusius per a la versió japonesa Super Famicom
- Fire Emblem: Mystery of the Emblem
- The Legend of the Mystical Ninja
- Panel de Pon
- Super Soccer
- Super Street Fighter II: The New Challengers